# District de Pukë

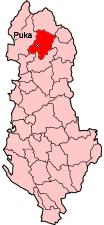

Le district de Pukë est un des 36 districts de l'Albanie. Il a une superficie de 1 034 km2 et une population de 38 000 habitants. La capitale du district est Pukë. Le district dépend de la préfecture de Shkodër.
Le district est mitoyen des districts albanais de Shkodër, Tropojë, Has, Kukës, Mirditë et Lezhë.